# NGC 4814
NGC 4814 (również PGC 44025 lub UGC 8051) – galaktyka spiralna (Sb/P), znajdująca się w gwiazdozbiorze Wielkiej Niedźwiedzicy. Odkrył ją William Herschel 17 marca 1790 roku.